# Kazahsztán a 2016. évi nyári olimpiai játékokon
Kazahsztán a brazíliai Rio de Janeiróban megrendezett 2016. évi nyári olimpiai játékok egyik részt vevő nemzete volt. Az országot az olimpián 18 sportágban 101 sportoló képviselte, akik összesen 18 érmet szereztek.

## Érmesek
| Érem  | Versenyző              | Sportág    | Versenyszám            |
| ----- | ---------------------- | ---------- | ---------------------- |
| Arany | Danyijar Jeleuszinov   | Ökölvívás  | Férfi váltósúly        |
| Arany | Nicat Rəhimov          | Súlyemelés | Férfi 77 kg            |
| Arany | Dmitrij Balandin       | Úszás      | Férfi 200 m mell       |
| Ezüst | Gjuzel Manyurova       | Birkózás   | Női szabadfogás, 75 kg |
| Ezüst | Jeldosz Szmetov        | Cselgáncs  | Férfi légsúly          |
| Ezüst | Agyilbek Nyijazimbetov | Ökölvívás  | Férfi félnehézsúly     |
| Ezüst | Vaszilij Levit         | Ökölvívás  | Férfi nehézsúly        |
| Ezüst | Zsazira Zsapparkul     | Súlyemelés | Női 69 kg              |
| Bronz | Olga Ripakova          | Atlétika   | Női hármasugrás        |
| Bronz | Yekaterina Larionova   | Birkózás   | Női szabadfogás, 63 kg |
| Bronz | Elmira Syzdykova       | Birkózás   | Női szabadfogás, 69 kg |
| Bronz | Galbadrah Otgonceceg   | Cselgáncs  | Női légsúly            |
| Bronz | Ivan Dicsko            | Ökölvívás  | Férfi szupernehézsúly  |
| Bronz | Dariga Shakimova       | Ökölvívás  | Női középsúly          |
| Bronz | Farhad Harki           | Súlyemelés | Férfi 62 kg            |
| Bronz | Gyenyisz Ulanov        | Súlyemelés | Férfi 85 kg            |
| Bronz | Aljakszandr Zajcsikav  | Súlyemelés | Férfi 105 kg           |
| Bronz | Karina Goricseva       | Súlyemelés | Női 63 kg              |

## Asztalitenisz
Férfi
| Versenyző           | Versenyszám | Selejtező         | 64-es főtábla                                        | 48-as főtábla     | 32-es főtábla     | Nyolcaddöntő      | Negyeddöntő       | Elődöntő          | Döntő             | Helyezés |
| Versenyző           | Versenyszám | Ellenfél Eredmény | Ellenfél Eredmény                                    | Ellenfél Eredmény | Ellenfél Eredmény | Ellenfél Eredmény | Ellenfél Eredmény | Ellenfél Eredmény | Ellenfél Eredmény | Helyezés |
| ------------------- | ----------- | ----------------- | ---------------------------------------------------- | ----------------- | ----------------- | ----------------- | ----------------- | ----------------- | ----------------- | -------- |
| Kirill Geraszimenko | Egyes       | erőnyerő          | Pattantyús Ádám (HUN) · 9–11, 9–11, 11–7, 7–11, 9–11 | kiesett           | kiesett           | kiesett           | kiesett           | kiesett           | kiesett           | 49.      |

## Atlétika
Férfi
| Versenyző        | Versenyszám     | Előfutam | Előfutam | Előfutam | Elődöntő | Elődöntő | Elődöntő | Döntő   | Döntő    |
| Versenyző        | Versenyszám     | Idő      | Hely.    | Össz.    | Idő      | Hely.    | Össz.    | Idő     | Helyezés |
| ---------------- | --------------- | -------- | -------- | -------- | -------- | -------- | -------- | ------- | -------- |
| Dmitry Koblov    | 400 m gát       | 49,87    | 6.       | 33.      | kiesett  | kiesett  | kiesett  | kiesett | kiesett  |
| Mikhail Krasilov | Maraton         |          |          |          |          |          |          | 2:26:11 | 101.     |
| Georgij Sejko    | 20 km gyaloglás |          |          |          |          |          |          | 1:23:31 | 34.      |

| Versenyző        | Versenyszám   | Selejtező                | Selejtező                | Döntő    | Döntő    |
| Versenyző        | Versenyszám   | Eredmény                 | Helyezés                 | Eredmény | Helyezés |
| ---------------- | ------------- | ------------------------ | ------------------------ | -------- | -------- |
| Roman Valijev    | Hármasugrás   | érvényes kísérlet nélkül | érvényes kísérlet nélkül | kiesett  | kiesett  |
| Ivan Ivanov      | Súlylökés     | 17,38 m                  | 33.                      | kiesett  | kiesett  |
| Yevgeniy Labutov | Diszkoszvetés | 55,54 m                  | 31.                      | kiesett  | kiesett  |

Női
| Versenyző                                                                       | Versenyszám     | Selejtező | Selejtező | Selejtező | Előfutam | Előfutam | Előfutam | Elődöntő | Elődöntő | Elődöntő | Döntő         | Döntő         |
| Versenyző                                                                       | Versenyszám     | Idő       | Hely.     | Össz.     | Idő      | Hely.    | Össz.    | Idő      | Hely.    | Össz.    | Idő           | Helyezés      |
| ------------------------------------------------------------------------------- | --------------- | --------- | --------- | --------- | -------- | -------- | -------- | -------- | -------- | -------- | ------------- | ------------- |
| Rima Kashafutdinova                                                             | 100 m           | kiemelt   | kiemelt   | kiemelt   | 11,84    | 7.       | 56.      | kiesett  | kiesett  | kiesett  | kiesett       | kiesett       |
| Olga Bludova-Safronova                                                          | 100 m           | kiemelt   | kiemelt   | kiemelt   | 11,50    | 5.       | 36.      | kiesett  | kiesett  | kiesett  | kiesett       | kiesett       |
| Olga Bludova-Safronova                                                          | 200 m           |           |           |           | 23,29    | 4.       | 41.*     | kiesett  | kiesett  | kiesett  | kiesett       | kiesett       |
| Viktorija Zjabkina                                                              | 200 m           |           |           |           | 23,34    | 7.       | 45.      | kiesett  | kiesett  | kiesett  | kiesett       | kiesett       |
| Viktorija Zjabkina                                                              | 100 m           | kiemelt   | kiemelt   | kiemelt   | 11,69    | 5.       | 50.*     | kiesett  | kiesett  | kiesett  | kiesett       | kiesett       |
| Anastasiya Kudinova                                                             | 400 m           |           |           |           | kizárták | kizárták | kizárták | kiesett  | kiesett  | kiesett  | kiesett       | kiesett       |
| Elina Mikhina                                                                   | 400 m           |           |           |           | 53,83    | 6.       | 47.      | kiesett  | kiesett  | kiesett  | kiesett       | kiesett       |
| Margarita Mukasova                                                              | 800 m           |           |           |           | 2:00,97  | 5.       | 30.      | kiesett  | kiesett  | kiesett  | kiesett       | kiesett       |
| Anasztaszija Pilipenko                                                          | 100 m gát       |           |           |           | 13,29    | 8.       | 39.*     | kiesett  | kiesett  | kiesett  | kiesett       | kiesett       |
| Aleksandra Romanova                                                             | 400 m gát       |           |           |           | 59,36    | 8.       | 43.      | kiesett  | kiesett  | kiesett  | kiesett       | kiesett       |
| Irina Smolnikova                                                                | Maraton         |           |           |           |          |          |          |          |          |          | 3:00:31       | 122.          |
| Gulzhanat Zhanatbek                                                             | Maraton         |           |           |           |          |          |          |          |          |          | nem ért célba | nem ért célba |
| Diana Aydosova                                                                  | 20 km gyaloglás |           |           |           |          |          |          |          |          |          | 1:44:49       | 62.           |
| Polina Repina                                                                   | 20 km gyaloglás |           |           |           |          |          |          |          |          |          | kizárták      | kizárták      |
| Rima Kashafutdinova Viktorija Zjabkina Yuliya Rakhmanova Olga Bludova-Safronova | 4 × 100 m váltó |           |           |           | kizárták | kizárták | kizárták |          |          |          | kiesett       | kiesett       |

| Versenyző                | Versenyszám   | Selejtező | Selejtező | Döntő    | Döntő    |
| Versenyző                | Versenyszám   | Eredmény  | Helyezés  | Eredmény | Helyezés |
| ------------------------ | ------------- | --------- | --------- | -------- | -------- |
| Yekaterina Ektova        | Hármasugrás   | 13,51 m   | 29.       | kiesett  | kiesett  |
| Irina Litvinyenko-Ektova | Hármasugrás   | 13,33 m   | 33.       | kiesett  | kiesett  |
| Olga Ripakova            | Hármasugrás   | 14,39 m   | 3.        | 14,74 m  |          |
| Mariya Telushkina        | Diszkoszvetés | 45,33 m   | 32.       | kiesett  | kiesett  |

* - egy másik versenyzővel azonos eredményt ért el

## Birkózás

### Férfi
Kötöttfogású
| Versenyző          | Versenyszám | Selejtező                       | Nyolcaddöntő                 | Negyeddöntő       | Elődöntő          | Vigaszág első kör                   | Vigaszág elődöntő            | Bronz- mérkőzés   | Döntő             | Helyezés |
| Versenyző          | Versenyszám | Ellenfél Eredmény               | Ellenfél Eredmény            | Ellenfél Eredmény | Ellenfél Eredmény | Ellenfél Eredmény                   | Ellenfél Eredmény            | Ellenfél Eredmény | Ellenfél Eredmény | Helyezés |
| ------------------ | ----------- | ------------------------------- | ---------------------------- | ----------------- | ----------------- | ----------------------------------- | ---------------------------- | ----------------- | ----------------- | -------- |
| Almat Kebiszpajev  | 59 kg       | Ibragim Labazanov (RUS) · 4–0   | Óta Sinobu (JPN) · 0–6       |                   |                   | Hamid Szórján (IRI) · kétvállas 6–7 | Stig André Berge (NOR) · 0–2 | kiesett           |                   | 7.       |
| Doszhan Kartikov   | 75 kg       | Zurabi Datunashvili (GEO) · 2–0 | Elvin Mursaliyev (AZE) · 1–5 | kiesett           | kiesett           | kiesett                             | kiesett                      | kiesett           | kiesett           | 10.      |
| Nurmahan Tinalijev | 130 kg      | erőnyerő                        | Eduard Popp (GER) · 0–1      | kiesett           | kiesett           | kiesett                             | kiesett                      | kiesett           | kiesett           | 14.      |

Szabadfogású
| Versenyző           | Versenyszám | Selejtező                                   | Nyolcaddöntő                         | Negyeddöntő                   | Elődöntő                     | Vigaszág első kör | Vigaszág elődöntő        | Bronz- mérkőzés            | Döntő             | Helyezés |
| Versenyző           | Versenyszám | Ellenfél Eredmény                           | Ellenfél Eredmény                    | Ellenfél Eredmény             | Ellenfél Eredmény            | Ellenfél Eredmény | Ellenfél Eredmény        | Ellenfél Eredmény          | Ellenfél Eredmény | Helyezés |
| ------------------- | ----------- | ------------------------------------------- | ------------------------------------ | ----------------------------- | ---------------------------- | ----------------- | ------------------------ | -------------------------- | ----------------- | -------- |
| Nuriszlam Szanajev  | 57 kg       | erőnyerő                                    | Vladimer Khinchegashvili (GEO) · 3–4 |                               |                              |                   | Hacı Əliyev (AZE) · 8–10 | kiesett                    |                   | 12.      |
| Galymzhan Userbayev | 74 kg       | Evgheni Nedealco (MDA) · 13–2 technikai tus | Liván López (CUB) · 8–7              | Takatani Szószuke (JPN) · 4–3 | Hasszán Jazdani (IRI) · 0–10 |                   |                          | Soner Demirtaş (TUR) · 0–6 |                   | 5.       |
| Aslan Kakhidze      | 86 kg       | Omargadzhi Magomedov (BLR) · 7–11           | kiesett                              | kiesett                       | kiesett                      | kiesett           | kiesett                  | kiesett                    | kiesett           | 12.      |
| Mamed Ibragimov     | 97 kg       | erőnyerő                                    | José Robertti (VEN) · 11–0           | Elizbar Odikadze (GEO) · 1–6  | kiesett                      | kiesett           | kiesett                  | kiesett                    | kiesett           | 8.       |
| Daulet Sabanbaj     | 125 kg      | erőnyerő                                    | Ibrahim Szaidav (BLR) · 0–7          | kiesett                       | kiesett                      | kiesett           | kiesett                  | kiesett                    | kiesett           | 17.      |

### Női
Szabadfogású
| Versenyző            | Versenyszám | Selejtező         | Nyolcaddöntő                              | Negyeddöntő                   | Elődöntő                                 | Vigaszág első kör | Vigaszág elődöntő                     | Bronz- mérkőzés                        | Döntő                   | Helyezés |
| Versenyző            | Versenyszám | Ellenfél Eredmény | Ellenfél Eredmény                         | Ellenfél Eredmény             | Ellenfél Eredmény                        | Ellenfél Eredmény | Ellenfél Eredmény                     | Ellenfél Eredmény                      | Ellenfél Eredmény       | Helyezés |
| -------------------- | ----------- | ----------------- | ----------------------------------------- | ----------------------------- | ---------------------------------------- | ----------------- | ------------------------------------- | -------------------------------------- | ----------------------- | -------- |
| Zsuldiz Esimova      | 48 kg       | erőnyerő          | Tószaka Eri (JPN) · 0–6                   |                               |                                          |                   | Haley Augello (USA) · 3–2             | Szun Jen-an (Sun Yanan) (CHN) · 0–10   |                         | 5.       |
| Yekaterina Larionova | 63 kg       | erőnyerő          | Marija Mamasuk (BLR) · 2–8                |                               |                                          |                   | Henna Johansson (SWE) · kétvállas 4–1 | Elena Pirozhkova (USA) · kétvállas 4–3 |                         |          |
| Elmira Syzdykova     | 69 kg       | erőnyerő          | Natalja Vorobjova (RUS) · 1–4             |                               |                                          |                   | Naszanburmaa Ocsirbat (MGL) · 3–2     | Enas Mostafa (EGY) · 7–4               |                         |          |
| Gjuzel Manyurova     | 75 kg       | erőnyerő          | Németh Zsanett (HUN) · 12–2 technikai tus | Annabel Laure Ali (CMR) · 8–6 | Jekatyerina Bukina (RUS) · kétvállas 6–8 |                   |                                       |                                        | Erica Wiebe (CAN) · 0–6 |          |

## Cselgáncs
Férfi
| Versenyző        | Versenyszám  | Selejtező                             | 32-es főtábla                            | Nyolcaddöntő                          | Negyeddöntő                             | Elődöntő                             | Vigaszág elődöntő | Bronz- mérkőzés   | Döntő                                  | Helyezés |
| Versenyző        | Versenyszám  | Ellenfél Eredmény                     | Ellenfél Eredmény                        | Ellenfél Eredmény                     | Ellenfél Eredmény                       | Ellenfél Eredmény                    | Ellenfél Eredmény | Ellenfél Eredmény | Ellenfél Eredmény                      | Helyezés |
| ---------------- | ------------ | ------------------------------------- | ---------------------------------------- | ------------------------------------- | --------------------------------------- | ------------------------------------ | ----------------- | ----------------- | -------------------------------------- | -------- |
| Jeldosz Szmetov  | Légsúly      | erőnyerő                              | Mohamed El-Kawisah (LBA) · 100(1)-000(2) | Ashley McKenzie (GBR) · 001(0)-000(0) | Diyorbek Urozboev (UZB) · 001(1)-000(1) | Orkhan Safarov (AZE) · 010(3)-000(1) |                   |                   | Beszlan Mudranov (RUS) · 000(0)–010(0) |          |
| Zhansay Smagulov | Harmatsúly   | Jasper Lefevere (BEL) · 000(0)-000(3) | An Baul (KOR) · 000(2)–110(0)            | kiesett                               | kiesett                                 | kiesett                              |                   |                   |                                        | 17.      |
| Didar Khamza     | Könnyűsúly   | Faye Njie (GAM) · 002(2)-000(0)       | Rüstəm Orucov (AZE) · 000(3)–000(2)      | kiesett                               | kiesett                                 | kiesett                              |                   |                   |                                        | 17.      |
| Makszim Rakov    | Félnehézsúly | erőnyerő                              | Grigori Minaškin (EST) · 000(2)-000(3)   | Lukáš Krpálek (CZE) · 000(2)–000(0)   | kiesett                                 | kiesett                              |                   |                   |                                        | 9.       |

Női
| Versenyző            | Versenyszám | Selejtező                         | Nyolcaddöntő                       | Negyeddöntő                     | Elődöntő          | Vigaszág elődöntő                      | Bronz- mérkőzés                      | Döntő             | Helyezés |
| Versenyző            | Versenyszám | Ellenfél Eredmény                 | Ellenfél Eredmény                  | Ellenfél Eredmény               | Ellenfél Eredmény | Ellenfél Eredmény                      | Ellenfél Eredmény                    | Ellenfél Eredmény | Helyezés |
| -------------------- | ----------- | --------------------------------- | ---------------------------------- | ------------------------------- | ----------------- | -------------------------------------- | ------------------------------------ | ----------------- | -------- |
| Galbadrah Otgonceceg | Légsúly     | erőnyerő                          | Taciana Lima (GBS) · 010(1)-010(2) | Kondo Ami (JPN) · 010(0)–100(0) |                   | Csernoviczki Éva (HUN) · 100(1)-000(1) | Dayaris Mestre (CUB) · 100(2)-000(0) |                   |          |
| Marian Urdabayeva    | Váltósúly   | Yang Junxia (CHN) · 000(0)–100(0) | kiesett                            | kiesett                         | kiesett           |                                        |                                      |                   | 17.      |

## Evezés
Férfi
| Versenyző            | Versenyszám  | Előfutam | Előfutam | Vigaszág | Vigaszág | Negyeddöntő   | Negyeddöntő   | Elődöntő | Elődöntő | Elődöntő | Döntő | Döntő   | Döntő | Helyezés |
| Versenyző            | Versenyszám  | Idő      | Hely.    | Idő      | Hely.    | Idő           | Hely.         | Típus    | Idő      | Hely.    | Típus | Idő     | Hely. | Helyezés |
| -------------------- | ------------ | -------- | -------- | -------- | -------- | ------------- | ------------- | -------- | -------- | -------- | ----- | ------- | ----- | -------- |
| Vlagyiszlav Jakovlev | Egypárevezős | 7:38,65  | 5.       | 12:04,17 | 5.       | nem jutott be | nem jutott be | E/F      | 11:45,22 | 4.       | F     | 7:21,61 | 1.    | 31.      |

Női
| Versenyző             | Versenyszám  | Előfutam | Előfutam | Vigaszág | Vigaszág | Negyeddöntő   | Negyeddöntő   | Elődöntő | Elődöntő | Elődöntő | Döntő | Döntő   | Döntő | Helyezés |
| Versenyző             | Versenyszám  | Idő      | Hely.    | Idő      | Hely.    | Idő           | Hely.         | Típus    | Idő      | Hely.    | Típus | Idő     | Hely. | Helyezés |
| --------------------- | ------------ | -------- | -------- | -------- | -------- | ------------- | ------------- | -------- | -------- | -------- | ----- | ------- | ----- | -------- |
| Szvetlana Germanovics | Egypárevezős | 9:34,15  | 5.       | 8:00,42  | 3.       | nem jutott be | nem jutott be | E/F      | 8:29,18  | 1.       | E     | 8:38,25 | 2.    | 26.      |

## Íjászat
Férfi
| Versenyző         | Versenyszám | Selejtező | Selejtező | 64-es főtábla                                | 32-es főtábla                  | Nyolcaddöntő      | Negyeddöntő       | Elődöntő          | Döntő             | Helyezés |
| Versenyző         | Versenyszám | Pont      | Kiemelés  | Ellenfél Eredmény                            | Ellenfél Eredmény              | Ellenfél Eredmény | Ellenfél Eredmény | Ellenfél Eredmény | Ellenfél Eredmény | Helyezés |
| ----------------- | ----------- | --------- | --------- | -------------------------------------------- | ------------------------------ | ----------------- | ----------------- | ----------------- | ----------------- | -------- |
| Sultan Duzelbayev | Egyéni      | 648       | 48.       | Ku Hszüe-szung (Gu Xuesong) (CHN)(17.) · 6-4 | Mauro Nespoli (ITA)(16.) · 0-6 | kiesett           | kiesett           | kiesett           | kiesett           | 17.      |

Női
| Versenyző         | Versenyszám | Selejtező | Selejtező | 64-es főtábla                        | 32-es főtábla     | Nyolcaddöntő      | Negyeddöntő       | Elődöntő          | Döntő             | Helyezés |
| Versenyző         | Versenyszám | Pont      | Kiemelés  | Ellenfél Eredmény                    | Ellenfél Eredmény | Ellenfél Eredmény | Ellenfél Eredmény | Ellenfél Eredmény | Ellenfél Eredmény | Helyezés |
| ----------------- | ----------- | --------- | --------- | ------------------------------------ | ----------------- | ----------------- | ----------------- | ----------------- | ----------------- | -------- |
| Luiza Szajgyijeva | Egyéni      | 625       | 36.       | Anasztaszia Pavlova (UKR)(29.) · 0-6 | kiesett           | kiesett           | kiesett           | kiesett           | kiesett           | 33.      |

## Kajak-kenu

### Gyorsasági
Férfi
| Versenyző                                                               | Versenyszám         | Előfutam | Előfutam | Előfutam | Elődöntő | Elődöntő | Elődöntő | Döntő   | Döntő    | Döntő    | Helyezés |
| Versenyző                                                               | Versenyszám         | Idő      | Hely.    | Össz.    | Idő      | Hely.    | Össz.    | Típus   | Idő      | Helyezés | Helyezés |
| ----------------------------------------------------------------------- | ------------------- | -------- | -------- | -------- | -------- | -------- | -------- | ------- | -------- | -------- | -------- |
| Alekszej Gyergunov                                                      | Kajak egyes 200 m   | 36,647   | 8.       | 21.      | kiesett  | kiesett  | kiesett  | kiesett | kiesett  | kiesett  | 21.      |
| Ilja Golendov                                                           | Kajak egyes 1000 m  | 3:37,953 | 7.       | 18.      | kiesett  | kiesett  | kiesett  | kiesett | kiesett  | kiesett  | 18.      |
| Sergij Tokarnickij Andrej Jergucsov                                     | Kajak kettes 200 m  | 33,807   | 5.       | 10.      | 35,151   | 5.       | 11.      | B       | 35,427   | 4.       | 12.      |
| Jevgenyij Alekszejev Alekszej Gyergunov                                 | Kajak kettes 1000 m | 3:30,433 | 6.       | 11.      | 3:18,858 | 4.       | 7.       | B       | 3:20,827 | 3.       | 11.      |
| Ilja Golendov Andrej Jergucsov Sergij Tokarnickij Alekszandr Jemeljanov | Kajak négyes 1000 m | 3:04,883 | 7.       | 12.      | 3:00,592 | 4.       | 7.       | B       | 3:08,715 | 2.       | 10.      |
| Timur Hajdarov                                                          | Kenu egyes 200 m    | 40,492   | 4.       | 7.       | 41,079   | 5.       | 12.      | B       | 40,549   | 6.       | 14.      |
| Timur Hajdarov                                                          | Kenu egyes 1000 m   | 5:30,030 | 5.       | 18.      | 5:33,919 | 8.       | 16.      | kiesett | kiesett  | kiesett  | 16.      |

Női
| Versenyző                                                        | Versenyszám        | Előfutam | Előfutam | Előfutam | Elődöntő | Elődöntő | Elődöntő | Döntő   | Döntő    | Döntő    | Helyezés |
| Versenyző                                                        | Versenyszám        | Idő      | Hely.    | Össz.    | Idő      | Hely.    | Össz.    | Típus   | Idő      | Helyezés | Helyezés |
| ---------------------------------------------------------------- | ------------------ | -------- | -------- | -------- | -------- | -------- | -------- | ------- | -------- | -------- | -------- |
| Inna Klinova                                                     | Kajak egyes 200 m  | 41,030   | 4.       | 9.       | 40,381   | 3.       | 4.       | A       | 41,521   | 8.       | 8.       |
| Zoja Anacsenko                                                   | Kajak egyes 500 m  | 1:58,136 | 5.       | 20.      | 2:01,660 | 7.       | 19.      | kiesett | kiesett  | kiesett  | 19.      |
| Natalja Szergejeva Irina Podoinikova                             | Kajak kettes 500 m | 1:45,369 | 3.       | 7.       | 1:43,577 | 3.       | 5.       | A       | 1:48,361 | 7.       | 7.       |
| Inna Klinova Irina Podoinikova Natalja Szergejeva Zoja Anacsenko | Kajak négyes 500 m | 1:36,127 | 4.       | 8.       | 1:37,423 | 5.       | 9.       | B       | 1:39,419 | 2.       | 10.      |

### Szlalom
Női
| Versenyző             | Versenyszám | Selejtező | Selejtező | Selejtező | Selejtező | Selejtező     | Selejtező     | Elődöntő | Elődöntő | Döntő   | Döntő    |
| Versenyző             | Versenyszám | 1. futam  | 1. futam  | 2. futam  | 2. futam  | Jobb eredmény | Jobb eredmény | Elődöntő | Elődöntő | Döntő   | Döntő    |
| Versenyző             | Versenyszám | Pont      | Hely.     | Pont      | Hely.     | Pont          | Hely.         | Pont     | Hely.    | Pont    | Helyezés |
| --------------------- | ----------- | --------- | --------- | --------- | --------- | ------------- | ------------- | -------- | -------- | ------- | -------- |
| Jekatyerina Lukicseva | Kajak egyes | 127,64    | 19.       | 119,80    | 15.       | 119,80        | 19.           | kiesett  | kiesett  | kiesett | kiesett  |

## Kerékpározás

### Országúti kerékpározás
Férfi
| Versenyző            | Versenyszám   | Idő              | Helyezés |
| -------------------- | ------------- | ---------------- | -------- |
| Bakhtiyar Kozhatayev | Mezőnyverseny | 6:30:05 (+20:00) | 61.      |
| Andrey Zeyts         | Mezőnyverseny | 6:10:30 (+0:25)  | 8.       |
| Andrey Zeyts         | Időfutam      | 1:18:47,63       | 24.      |

### Pálya-kerékpározás
Omnium
| Versenyző       | Versenyszám | 15 km-es scratch | 15 km-es scratch | 4 km-es egyéni üldözőverseny | 4 km-es egyéni üldözőverseny | 4 km-es egyéni üldözőverseny | Kieséses verseny | Kieséses verseny | 1000 m-es időfutam | 1000 m-es időfutam | 1000 m-es időfutam | 250 méter repülő rajt | 250 méter repülő rajt | 250 méter repülő rajt | 30 km-es pontverseny | 30 km-es pontverseny | Összesítés | Összesítés |
| Versenyző       | Versenyszám | Pont             | Hely.            | Idő                          | Pont                         | Hely.                        | Pont             | Hely.            | Idő                | Pont               | Hely.              | Idő                   | Pont                  | Hely.                 | Pont                 | Hely.                | Pont       | Helyezés   |
| --------------- | ----------- | ---------------- | ---------------- | ---------------------------- | ---------------------------- | ---------------------------- | ---------------- | ---------------- | ------------------ | ------------------ | ------------------ | --------------------- | --------------------- | --------------------- | -------------------- | -------------------- | ---------- | ---------- |
| Artyom Zakharov | Férfi       | 22               | 10.              | 4:32,503                     | 12                           | 15.                          | 32               | 5.               | 1:03,941           | 22                 | 10.                | 13,446                | 16                    | 13.                   | 7                    | 8.                   | 111        | 10.        |

## Ökölvívás
Férfi
| Versenyző              | Versenyszám     | Selejtező                    | Nyolcaddöntő                      | Negyeddöntő                     | Elődöntő                        | Döntő                           | Helyezés |
| Versenyző              | Versenyszám     | Ellenfél Eredmény            | Ellenfél Eredmény                 | Ellenfél Eredmény               | Ellenfél Eredmény               | Ellenfél Eredmény               | Helyezés |
| ---------------------- | --------------- | ---------------------------- | --------------------------------- | ------------------------------- | ------------------------------- | ------------------------------- | -------- |
| Birzsan Zsakipov       | Papírsúly       | erőnyerő                     | Mathias Hamunyela (NAM) · 3-0     | Hasanboy Dusmatov (UZB) · 0-3   | kiesett                         | kiesett                         | 5.       |
| Olzhas Sattybayev      | Légsúly         | Jeyvier Cintrón (PUR) · 2-1  | Elvin Məmişzadə (AZE) · 0-3       | kiesett                         | kiesett                         | kiesett                         | 9.       |
| Kayrat Yeraliyev       | Harmatsúly      | Javid Chalabiyev (AZE) · 2-1 | Murodjon Akhmadaliev (UZB) · 0-3  | kiesett                         | kiesett                         | kiesett                         | 9.       |
| Berik Abdrakhmanov     | Könnyűsúly      | Carlos Balderas (USA) · 0-3  | kiesett                           | kiesett                         | kiesett                         | kiesett                         | 17.      |
| Ablaikhan Zhussupov    | Kisváltósúly    | Pat McCormack (GBR) · 1-2    | kiesett                           | kiesett                         | kiesett                         | kiesett                         | 17.      |
| Danyijar Jeleuszinov   | Váltósúly       | erőnyerő                     | Josh Kelly (GBR) · 3-0            | Gabriel Maestre (VEN) · 3-0     | Souleymane Cissokho (FRA) · 3-0 | Shakhram Giyasov (UZB) · 3-0    |          |
| Zhanibek Alimkhanuly   | Középsúly       | Antony Fowler (GBR) · 3-0    | Ilyas Abbadi (ALG) · 3-0          | Kamran Shakhsuvarly (AZE) · 1-2 | kiesett                         | kiesett                         | 5.       |
| Agyilbek Nyijazimbetov | Félnehézsúly    | erőnyerő                     | Mihail Davhaljavec (BLR) · 3-0    | Teymur Məmmədov (AZE) · 3-0     | Joshua Buatsi (GBR) · 3-0       | Julio César La Cruz (CUB) · 0-3 |          |
| Vaszilij Levit         | Nehézsúly       | erőnyerő                     | Yu Fengkai (CHN) · RSC            | Kennedy St. Pierre (MRI) · 3-0  | Erislandy Savón (CUB) · 3-0     | Jevgenyij Tiscsenko (RUS) · 0-3 |          |
| Ivan Dicsko            | Szupernehézsúly | erőnyerő                     | Məhəmmədrəsul Məcidov (AZE) · 3-0 | Efe Ajagba (NGR) · 3-0          | Joe Joyce (GBR) · 0-3           | kiesett                         |          |

Női
| Versenyző           | Versenyszám | Selejtező                 | Negyeddöntő                  | Elődöntő                     | Döntő             | Helyezés |
| Versenyző           | Versenyszám | Ellenfél Eredmény         | Ellenfél Eredmény            | Ellenfél Eredmény            | Ellenfél Eredmény | Helyezés |
| ------------------- | ----------- | ------------------------- | ---------------------------- | ---------------------------- | ----------------- | -------- |
| Zhayna Shekerbekova | Légsúly     | erőnyerő                  | Sarah Ourahmoune (FRA) · 0-3 | kiesett                      | kiesett           | 5.       |
| Dariga Shakimova    | Középsúly   | Ariane Fortin (CAN) · 2-1 | Khadija El-Mardi (MAR) · 3-0 | Claressa Shields (USA) · 0-3 | kiesett           |          |

## Öttusa
| Versenyző        | Versenyszám | Vívás (V) | Vívás (V) | Úszás   | Úszás | Úszás | Bónusz vívás (B) | Bónusz vívás (B) | Bónusz vívás (B) | Lovaglás      | Lovaglás      | Lovaglás | Lovaglás | Futás/Lövészet | Futás/Lövészet | Futás/Lövészet | Futás/Lövészet | Összesen    | Összesen |
| Versenyző        | Versenyszám | Eredmény  | Pont      | Idő     | Pont  | Hely. | Eredmény         | Pont             | V+B Hely.        | Idő           | Hibapont      | Pont     | Hely.    | Lövőhiba       | Idő            | Pont           | Hely.          | Összes pont | Helyezés |
| ---------------- | ----------- | --------- | --------- | ------- | ----- | ----- | ---------------- | ---------------- | ---------------- | ------------- | ------------- | -------- | -------- | -------------- | -------------- | -------------- | -------------- | ----------- | -------- |
| Pavel Iljasenko  | Férfi       | 18–17     | 208       | 2:06,19 | 322   | 27.   | 0–1              | 0                | 21.              | nem ért célba | nem ért célba | 0        | 33.      | 7              | 11:29,79       | 611            | 17.            | 1141        | 35.      |
| Yelena Potapenko | Női         | 17–18     | 202       | 2:11,52 | 306   | 5.    | 0–1              | 0                | 19.              | 73,74         | 7             | 293      | 7.       | 5              | 13:07,48       | 513            | 21.            | 1314        | 9.       |

## Sportlövészet
Férfi
| Versenyző            | Versenyszám           | Selejtező | Selejtező | Döntő   | Döntő    |
| Versenyző            | Versenyszám           | Pont      | Helyezés  | Pont    | Helyezés |
| -------------------- | --------------------- | --------- | --------- | ------- | -------- |
| Vlagyimir Iszacsenko | Légpisztoly           | 575       | 23.       | kiesett | kiesett  |
| Vlagyimir Iszacsenko | Szabadpisztoly        | 536       | 36.       | kiesett | kiesett  |
| Rasid Junuszmetov    | Szabadpisztoly        | 553       | 13.       | kiesett | kiesett  |
| Rasid Junuszmetov    | Légpisztoly           | 567       | 40.       | kiesett | kiesett  |
| Jurij Jurkov         | Légpuska              | 615,3     | 44.       | kiesett | kiesett  |
| Jurij Jurkov         | Sportpuska, összetett | 1167      | 29.       | kiesett | kiesett  |
| Jurij Jurkov         | Sportpuska, fekvő     | 621,4     | 25.       | kiesett | kiesett  |

Női
| Versenyző          | Versenyszám           | Selejtező | Selejtező | Elődöntő | Elődöntő | Döntő   | Döntő    |
| Versenyző          | Versenyszám           | Pont      | Helyezés  | Pont     | Helyezés | Pont    | Helyezés |
| ------------------ | --------------------- | --------- | --------- | -------- | -------- | ------- | -------- |
| Yelizaveta Korol   | Légpuska              | 410,6     | 37.       |          |          | kiesett | kiesett  |
| Yelizaveta Korol   | Sportpuska, összetett | 575       | 26.       |          |          | kiesett | kiesett  |
| Mariya Dmitriyenko | Trap                  | 66        | 8.        | kiesett  | kiesett  | kiesett | kiesett  |

## Súlyemelés
Férfi
| Versenyző             | Versenyszám | Szakítás | Szakítás | Lökés    | Lökés    | Összesen | Helyezés |
| Versenyző             | Versenyszám | Eredmény | Helyezés | Eredmény | Helyezés | Összesen | Helyezés |
| --------------------- | ----------- | -------- | -------- | -------- | -------- | -------- | -------- |
| Arli Chontey          | 56 kg       | 130      | 4.       | 148      | 6.       | 278      | 4.       |
| Farhad Harki          | 62 kg       | 135      | 3.       | 170      | 2.       | 305      |          |
| Nicat Rəhimov         | 77 kg       | 165      | 3.       | 214      | 1.       | 379      |          |
| Gyenyisz Ulanov       | 85 kg       | 175      | 4.       | 215      | 3.       | 390      |          |
| Aljakszandr Zajcsikav | 105 kg      | 193      | 3.       | 223      | 4.       | 416      |          |

Női
| Versenyző            | Versenyszám | Szakítás | Szakítás | Lökés    | Lökés    | Összesen | Helyezés |
| Versenyző            | Versenyszám | Eredmény | Helyezés | Eredmény | Helyezés | Összesen | Helyezés |
| -------------------- | ----------- | -------- | -------- | -------- | -------- | -------- | -------- |
| Margarita Yeliseyeva | 48 kg       | 80       | 9.       | 106      | 4.       | 186      | 5.       |
| Karina Goricseva     | 63 kg       | 111      | 2.       | 132      | 3.       | 243      |          |
| Zsazira Zsapparkul   | 69 kg       | 115      | 2.       | 144      | 2.       | 259      |          |

## Szinkronúszás
| Versenyző                           | Versenyszám | Technikai gyakorlat | Technikai gyakorlat | Selejtező        | Selejtező        | Selejtező  | Selejtező  | Döntő            | Döntő            | Döntő      | Döntő      | Helyezés |
| Versenyző                           | Versenyszám | Technikai gyakorlat | Technikai gyakorlat | Szabad gyakorlat | Szabad gyakorlat | Összesítés | Összesítés | Szabad gyakorlat | Szabad gyakorlat | Összesítés | Összesítés | Helyezés |
| Versenyző                           | Versenyszám | Pont                | Hely.               | Pont             | Hely.            | Pont       | Hely.      | Pont             | Hely.            | Pont       | Hely.      | Helyezés |
| ----------------------------------- | ----------- | ------------------- | ------------------- | ---------------- | ---------------- | ---------- | ---------- | ---------------- | ---------------- | ---------- | ---------- | -------- |
| Aleksandra Nemich Yekaterina Nemich | Páros       | 81,4686             | 15.                 | 81,4000          | 15.              | 162,8686   | 15.        | kiesett          | kiesett          | kiesett    | kiesett    | 15.      |

## Taekwondo
Férfi
| Versenyző       | Versenyszám | Nyolcaddöntő              | Negyeddöntő       | Elődöntő          | Vigaszág elődöntő                        | Bronz- mérkőzés   | Döntő             | Helyezés |
| Versenyző       | Versenyszám | Ellenfél Eredmény         | Ellenfél Eredmény | Ellenfél Eredmény | Ellenfél Eredmény                        | Ellenfél Eredmény | Ellenfél Eredmény | Helyezés |
| --------------- | ----------- | ------------------------- | ----------------- | ----------------- | ---------------------------------------- | ----------------- | ----------------- | -------- |
| Ruslan Zhaparov | Nehézsúly   | Radik Isayev (AZE) · 2-11 |                   |                   | Csha Dongmin (Cha Dong-min) (KOR) · 8-15 | kiesett           |                   | 7.       |

Női
| Versenyző          | Versenyszám | Nyolcaddöntő                  | Negyeddöntő       | Elődöntő          | Vigaszág elődöntő | Bronz- mérkőzés   | Döntő             | Helyezés |
| Versenyző          | Versenyszám | Ellenfél Eredmény             | Ellenfél Eredmény | Ellenfél Eredmény | Ellenfél Eredmény | Ellenfél Eredmény | Ellenfél Eredmény | Helyezés |
| ------------------ | ----------- | ----------------------------- | ----------------- | ----------------- | ----------------- | ----------------- | ----------------- | -------- |
| Aynur Yesbergenova | Légsúly     | Lucija Zaninović (CRO) · 7-18 | kiesett           | kiesett           |                   |                   |                   | 11.      |
| Zhansel Deniz      | Váltósúly   | Chuang Chia-Chia (TPE) · 2-16 | kiesett           | kiesett           |                   |                   |                   | 11.      |

## Tenisz
Női
| Versenyző                              | Versenyszám | 64-es főtábla                | 32-es főtábla                                                            | Nyolcaddöntő      | Negyeddöntő       | Elődöntő          | Bronz- mérkőzés   | Döntő             | Helyezés |
| Versenyző                              | Versenyszám | Ellenfél Eredmény            | Ellenfél Eredmény                                                        | Ellenfél Eredmény | Ellenfél Eredmény | Ellenfél Eredmény | Ellenfél Eredmény | Ellenfél Eredmény | Helyezés |
| -------------------------------------- | ----------- | ---------------------------- | ------------------------------------------------------------------------ | ----------------- | ----------------- | ----------------- | ----------------- | ----------------- | -------- |
| Jaroszlava Svedova                     | Egyes       | Doi Miszaki (JPN) · 3-6, 4-6 | kiesett                                                                  | kiesett           | kiesett           | kiesett           | kiesett           | kiesett           | 33.      |
| Jaroszlava Svedova Galina Voszkobojeva | Páros       |                              | Belgium (BEL) · Kirsten Flipkens · Yanina Wickmayer · 1-6, 0-0 (feladta) | kiesett           | kiesett           | kiesett           | kiesett           | kiesett           | 17.      |

## Torna

### Ritmikus gimnasztika
| Versenyző          | Versenyszám | Selejtező | Selejtező | Selejtező | Selejtező | Selejtező | Selejtező | Selejtező | Selejtező | Selejtező | Selejtező | Döntő   | Döntő   | Döntő   | Döntő   | Döntő    | Döntő    | Döntő   | Döntő   | Döntő    | Döntő    | Helyezés |
| Versenyző          | Versenyszám | Karika    | Karika    | Labda     | Labda     | Buzogány  | Buzogány  | Szalag    | Szalag    | Összesen  | Összesen  | Karika  | Karika  | Labda   | Labda   | Buzogány | Buzogány | Szalag  | Szalag  | Összesen | Összesen | Helyezés |
| Versenyző          | Versenyszám | Pont      | Hely.     | Pont      | Hely.     | Pont      | Hely.     | Pont      | Hely.     | Pont      | Hely.     | Pont    | Hely.   | Pont    | Hely.   | Pont     | Hely.    | Pont    | Hely.   | Pont     | Hely.    | Helyezés |
| ------------------ | ----------- | --------- | --------- | --------- | --------- | --------- | --------- | --------- | --------- | --------- | --------- | ------- | ------- | ------- | ------- | -------- | -------- | ------- | ------- | -------- | -------- | -------- |
| Sabina Ashirbayeva | Egyéni      | 17,183    | 15.       | 17,283    | 16.       | 17,400    | 15.       | 17,366    | 9.        | 69,232    | 12.       | kiesett | kiesett | kiesett | kiesett | kiesett  | kiesett  | kiesett | kiesett | kiesett  | kiesett  | 12.      |

### Trambulin
| Versenyző        | Versenyszám | Selejtező | Selejtező | Döntő    | Döntő    |
| Versenyző        | Versenyszám | Pontszám  | Helyezés  | Pontszám | Helyezés |
| ---------------- | ----------- | --------- | --------- | -------- | -------- |
| Pirmammad Aliyev | Férfi       | 105,890   | 12.       | kiesett  | kiesett  |

## Úszás
Férfi
| Versenyző        | Versenyszám      | Előfutam | Előfutam | Előfutam | Elődöntő | Elődöntő | Elődöntő | Döntő    | Döntő    |
| Versenyző        | Versenyszám      | Idő      | Hely.    | Össz.    | Idő      | Hely.    | Össz.    | Idő      | Helyezés |
| ---------------- | ---------------- | -------- | -------- | -------- | -------- | -------- | -------- | -------- | -------- |
| Dmitrij Balandin | 100 m mell       | 59,47    | 4.       | 9.*      | 59,45    | 5.       | 8.       | 59,95    | 8.       |
| Dmitrij Balandin | 200 m mell       | 2:09,00  | 3.       | 6.       | 2:08,20  | 4.       | 8.       | 2:07,46  |          |
| Vitaly Khudyakov | 10 km nyílt vízi |          |          |          |          |          |          | kizárták | kizárták |

Női
| Versenyző           | Versenyszám | Előfutam | Előfutam | Előfutam | Elődöntő | Elődöntő | Elődöntő | Döntő   | Döntő    |
| Versenyző           | Versenyszám | Idő      | Hely.    | Össz.    | Idő      | Hely.    | Össz.    | Idő     | Helyezés |
| ------------------- | ----------- | -------- | -------- | -------- | -------- | -------- | -------- | ------- | -------- |
| Jekatyerina Rudenko | 100 m hát   | 1:01,28  | 6.       | 20.      | kiesett  | kiesett  | kiesett  | kiesett | kiesett  |

* - egy másik versenyzővel azonos időt ért el

## Vívás
Férfi
| Versenyző     | Versenyszám  | 32-es főtábla             | Nyolcaddöntő      | Negyeddöntő       | Elődöntő          | Bronz- mérkőzés   | Döntő             | Helyezés |
| Versenyző     | Versenyszám  | Ellenfél Eredmény         | Ellenfél Eredmény | Ellenfél Eredmény | Ellenfél Eredmény | Ellenfél Eredmény | Ellenfél Eredmény | Helyezés |
| ------------- | ------------ | ------------------------- | ----------------- | ----------------- | ----------------- | ----------------- | ----------------- | -------- |
| Ilja Mokrecov | Kard, egyéni | Daryl Homer (USA) · 11-15 | kiesett           | kiesett           | kiesett           | kiesett           | kiesett           | 24.      |